# Bregmotypta pavicula
Bregmotypta pavicula är en kräftdjursart som beskrevs av Bruce 1994. Bregmotypta pavicula ingår i släktet Bregmotypta och familjen klotkräftor. Inga underarter finns listade i Catalogue of Life.